# دوري كرة القدم السلوفيني الدرجة الثانية 1998–99
دوري كرة القدم السلوفيني الدرجة الثانية 1998–99 (بالإيطالية: Druga slovenska nogometna liga 1998-1999)‏ هو الموسم 8 من دوري كرة القدم السلوفيني الدرجة الثانية ‏. أشرف على تنظيمه اتحاد سلوفينيا لكرة القدم، وكان عدد الأندية المشاركة فيه 16، وفاز فيه NK Dravograd ‏.